# No Man's Land (série pornographique)
Pour les articles homonymes, voir No man's land (homonymie).
Pour plus de détails, voir Fiche technique et Distribution.
No Man’s Land  est une série pornographique américaine de vidéofilms produite par les Studios Video Team. 
Le titre de la série est un jeu de mots faisant allusion à la distribution exclusivement féminine du film. Les 95 volets qui ont été produits ne montrent en effet que des scènes lesbiennes. Plus de 600 actrices différentes ont joué dans cette série.
De 1988 à 2010, 45 volets de la série ont été filmés auxquels il faut ajouter des épisodes spéciaux comme l'édition asiatique, l'édition européenne, latine, interraciale, 
le choix de la direction, légende, Girlbang, Coffee & Cream (femme noire/femme blanche), une édition MILF (femme mure/jeune fille), Girls in love et des Best Of.
Les derniers épisodes ont été réalisés avec la participation des studios Metro Interactive.
En 2004, la série a remporté l'AVN Award de la meilleure série « lesbiennes » (Best All-Girl Series).

## Liste des films
- No Man's Land: An All Female Fantasy (1988) : Amber Lynn, Angel Kelly, Beverly Glen, Britt Morgan, Brittany Stryker, Dana Dylan, Dina Deville, Fallon, Jeanna Fine, Jessica Wylde, Kim Bernard, Krista Lane, Melba Cruz, Liz Alexander, Lois Ayres, Lorrie Lovett, Megan Leigh, Melissa Melendez, Nikki Knight, Samantha Strong, Scarlet Scarleau, Tiffany Storm, Tracey Adams
- No Man's Land 2 (1988) : Andrea Brittian, Lauryl Canyon, Lorelei, Rachel Ashley, Sharon Mitchell, Tami White
- No Man's Land 3 (1989) : Aja, Aurora, Jessica Bogart, Sasha, Scarlett O., Summer Rose
- No Man's Land 4: Hot Rocks (1990) : Jeanna Fine, Judy Blue, Madison, Melissa Melendez, Mia Powers, Natasha Skyler, Patricia Kennedy
- No Man's Land 5: Dream Lovers (1991) : Britt Morgan, Jamie Leigh, K.C. Williams, Jenna Wells, Melanie Moore, Teri Diver
- No Man's Land 6: Cat Scratch Fever (1992) : Celeste, Crystal Wilder, Kelly O'Dell, Melanie Moore, Mickala, Mona Lisa, Nicole London
- No Man's Land 7 (1993) : Cash, Crystal Wilder, Jenna Wells, Krista, Lana Sands, Melanie Moore, Sharon Kane
- No Man's Land 8: Eight Women Who Ate Women (1993) : Bionca, Chaz Vincent, Debi Diamond, Jenna Wells, Melanie Moore, Nicole London, Sharon Mitchell, Tara Monroe
- No Man's Land 9 (1994) : Ariana, Bunny Bleu, Isis Nile, Jessie James, Krista, Sahara Sands, Sharon Kane, Tiffany Mynx, Victoria Andrews
- No Man's Land 10 (1994) : Felecia, Krista, Misty Rain, Nicole London, Nina Hartley, P.J. Sparxx, Sheena, Valeria, Victoria Andrews, VixXxen, Kelly Nichols, Veronica Hart
- No Man's Land 11 (1995) : Alicia Rio, Anna Malle, Debi Diamond, Jeanna Fine, Kaitlyn Ashley, Nicole London, P.J. Sparxx, Rebecca Lord, Shelby Stevens, Sindee Coxx, Stacy Nichols
- No Man's Land 12 (1995) : Jessica James, Jill Kelly, Kaitlyn Ashley, Kimberly Kyle, Kirsty Waay, Kiss, Lana Sands, Marilyn Star, P.J. Sparxx, Sahara Sands, Sid Deuce, Tera Heart
- No Man's Land 13 (1995) : April Diamonds, Ashley Renee, Crystal Breeze, Jill Kelly, Kim Kitaine, Marki, Missy, Nici Sterling, Sindee Coxx
- No Man's Land 14 (1996) : Annah Marie, Ariel Daye, Ashley Renee, Bonnie Michaels, Caressa Savage, Monique DeMoan, Norma Jeane, Roxanne Hall, Shanna McCullough
- No Man's Land 15 (1996) : Alex Dane, Alexxx Knight, Ashley Renee, Kimberly Kummings, Missy, Nico Treasures, Ruby, Sahara Sands, Stephanie Swift, Tricia Devereaux
- No Man's Land 16 (1997) : Ashley Renee, Caressa Savage, Cortknee, Johnni Black, Morgan Fairlane, Nico Treasures, Sindee Coxx, Spice
- No Man's Land 17 (1997) : Alexandra Silk, Carolina, Charlie, Jill Kelly, Melissa Hill, Monique DeMoan, Rebecca Lord, Roxanne Hall, Toni James
- No Man's Land 18 (1997) : Alexandra Silk, Alyssa Love, Bridgette Monroe, Jade Diamond, Jordan Lee, Roxanne Hall, Stephanie Swift
- No Man's Land 19 (1997) : Angelica Sin, Celine Devoux, Crystal Knight, Jacklyn Lick, Jessica Darlin, Mila, Raylene, Tina Tyler, Kelly Nichols
- No Man's Land 20 (1997) : Annah Marie, Ashley Renee, Carolina, Charlie, Crystal Knight, Dee, Devin DeMoore, Janis Jones, Kristina St. James, Lexi Erickson, Liza Harper, Monique DeMoan, Montana Gunn, Morgan Navarro, Nellie Pierce, Randee Lee, RayVeness, Sydnee Steele, Kelly Nichols, Melissa Hill
- No Man's Land 21 (1998) : Alexandra Silk, Ashley Renee, Charlie, Dee, Mandi Frost, Melanie Stone, Tina Tyler
- No Man's Land 22 (1998) : Angelica Sin, Cheyenne Silver, Gina Ryder, Heaven Leigh, Katie Gold, Lilly Lynn, Mandi Frost, Taylor Moore, Taylor St. Claire, Teri Starr
- No Man's Land 23 (1998) : Caressa Savage, Casha Rae Allias, Charlese LaMour, Crystal Knight, Elle Devyne, Heaven Leigh, Phyllisha Anne, Sally Layd, Tye
- No Man's Land 24 (1999) : Casha Rae Allias, Christi Lake, Delaney Daniels, Inari Vachs, Lola, Mia Smiles, Mikki Taylor, RayVeness, Shelbee Myne
- No Man's Land 25 (1999) : Chandler, Gina Ryder, Juliette Carelton, Keri Windsor, Liza Harper, Natasha Blake, Phaedra Alexis, Shayla LaVeaux, Vivi Anne, Kelly Nichols
- No Man's Land 26 (1999) : Allysin Chaynes, Cheyenne Silver, Felecia, Inari Vachs, Misty Dawn, Liza Harper, Melissa Hill, Randi Rage, Tiffany Mynx
- No Man's Land 27 (1999) : Alicia Stone, Ava Vincent, Bunny Luv, Gail Monique, Kristen, Monique DeMoan, Norma Jeane, Temptress, Tiffany Mynx, Ashley Renee
- No Man's Land 28 (1999) : Charlie Angel, Cheyenne Silver, Daisy Chain, Devinn Lane, Goldie McHawn, Gwen Summers, Kaylynn, Nikol, Nina Kornikova, Samantha Sterlyng
- No Man's Land 29 (1999) : Allysin Chaynes, Cassidey, Chandler, Dayton Rain, Isabella Camille, Jeanie Rivers, Natalie Bach, Renee LaRue
- No Man's Land 30 (2000) : Chandler, Felecia, Gwen Summers, Inari Vachs, Kaylynn, Keri Windsor, Nikki Steele, Sandy, Sophie Evans, Kelly Nichols
- No Man's Land 31 (2000) : Ava Vincent, Bunny Luv, Christi Lake, Dayton Rain, Keri Windsor, Monique DeMoan, Nicole London, Nikki Charm
- No Man's Land 32 (2000) : Alex Foxe, Bridgette Kerkove, Kylie Ireland, Lori Rivers, T.J. Hart, Tina Tyler, Venus, Wendy Divine
- No Man's Land 33 (2001) : Allysin Chaynes, Holly Hollywood, Inari Vachs, Jewel De'Nyle, Nina Ferrari, Salina del Ray, Sindee Coxx
- No Man's Land 34: Redhead edition (2001) : Brittany Blue, Deva Station, Dominica Leoni, Flick Shagwell, Nakita Kash, Shanna McCullough, Shelbee Myne, Wanda Curtis
- No Man's Land 35: Blonde edition (2001) : Bridgette Kerkove, Brooke Hunter, Chandler, Dayton Rain, Jodie Moore, Kitty Marie, Ms. Kitty Kitty, Nina Ferrari, T.J. Hart, Tawny Roberts, Zana
- No Man's Land 36 (2002) : Alexa Rae, Bamboo, Cleopatra, Dru Berrymore, Felecia, Flick Shagwell, Inari Vachs, Nikita Denise, Samantha Slater
- No Man's Land 37 (2003) : Alaura Eden, Allysin Chaynes, Ashley Long, Aurora Snow, Buffy Sinclaire, Cynara Fox, Felix Vicious, Jana Cova, Roxanne Hall
- No Man's Land 38 (2004) : Aria, Ashley Long, Dusky, Hermina, Jasmine Lynn, Julie Night, Justine Joli, Kim Chambers, Lola, Mandi Slade, Nakita Kash
- No Man's Land 39 (2004) : Anita Dark, Aria, Avy Scott, Bridgette Monroe, Dominica Leoni, Julie Night, Keiko, Kimberly Kane, Kylie Ireland, Laura Monroe, Lauren Phoenix, Sandra Shine
- No Man's Land 40: Buxom Edition (2005) : Alicia Rhodes, Brittney Skye, Cherokee, Katie Morgan, Kylie Ireland, Lori Lust, Michelle B., Monica Mayhem, Nicki Hunter, Sammie Rhodes, Trina Michaels, Trinity, Vanessa Lane
- No Man's Land 41 (2006) : Aiden Starr, Ariel X, Carli Banks, Daisy Marie, Nikki Nievez, Sammie Rhodes, Sandra Romain
- No Man's Land 42 (2006) : Alexis Love, Clara G, Holly Morgan, Jessica Lynn, Jayna Oso, Kelle Marie, Lisa Daniels, Nikki Benz, Penny Flame, Sativa Rose, Savannah Stern, Tyler Faith, Vanessa Lane
- No Man's Land 43 (2007) : Alexandra Ivy, Audrey Bitoni, Brooke Belle, Gianna Lynn, Jayme Langford, Marlie Moore, Mikayla Mendez, Rebeca Linares, Renae Cruz, Ryder Skye, Savannah Gold, Victoria Rush, Victoria Sin
- No Man's Land 44: Lipstick Lesbians (2008) : Aiden Starr, Alektra Blue, Amy Reid, Angie Savage, Candy Manson, Francesca Le, Lana Croft, Lexxi Tyler, Lindsey Meadows, Max Mikita, Nichole Heiress, Shawna Leneé
- No Man's Land 45 (2009) : Demi Marx, Holly Wellin, Jayme Langford, Jenny Hendrix, Melissa Lauren, Mikayla Mendez, Nadia Styles, Rachel Roxxx, Sandra Romain, Sara Stone, Scarlett Pain, Shyla Stylez, Tanya James, Valerie Herrera

- Best of No Man's Land 1 (1992) : Aja, Amber Lynn, Aurora, Beverly Glen, Brittany Stryker, Dana Dylan, Dina Deville, Jamie Leigh, Jeanna Fine, Jessica Wylde, Krista Lane, Lauryl Canyon, Lisa Melendez, Lois Ayres, Lorelei, Lorrie Lovett, Madison, Melanie Moore, Melba Cruz, Natasha Skyler, Rachel Ashley, Samantha Strong, Sasha, Scarlett O., Summer Rose, Tami White, Teri Diver, Tiffany Storm, Tracey Adams
- Best of No Man's Land 2 (1994) : Ariana, Bunny Bleu, Chaz Vincent, Crystal Wilder, Jenna Wells, Jessie James, Kelly O'Dell, Krista, Lana Sands, Melanie Moore, Mickala, Nicole London, Sharon Kane, Tara Monroe, Tiffany Mynx, Victoria Andrews

- No Man's Land Interracial Edition 1 (1999) : Avalon, Charmane Star, Dee, Diana DeVoe, Gail Monique, India, Jill Kelly, Kenya, Megan, Tylene Tan, Violet Love
- No Man's Land Interracial Edition 2 (1999) : Teanna Kai, Bronze, Cassidey, Dee, Felecia, India, Isabella Camille, Jeanie Rivers, Leanni Lei, Shaena Steele, Tina Cheri
- No Man's Land Interracial Edition 3 (2000) : Ariel, Avalon, Caroline Cage, Cookie, Dee, Eva Roberts, Mocha, Monica Cameron, Nefertiti, Regina Hall, Sheila Rossi, Silvia Saint, Tiffany Mason
- No Man's Land Interracial Edition 4 (2000) : Alaya, Dee, Dominica Leoni, Jeanie Rivers, Mariah Milano, Mei-Yu, Nikki Fairchild, Pistol, Regina Hall, Taylor St. Claire
- No Man's Land Interracial Edition 5 (2000) : Brittany Blue, Brooklyn Rhodes, Cashmere, Diana DeVoe, Inari Vachs, Kaylynn, Lacey Duvalle, Nikki Fairchild
- No Man's Land Interracial Edition 6 (2001) : Brooke Hunter, Chelsea Sinclaire, Cherry Mirage, Dee, Kitten, Kristal Summers, Sky Taylor, Zana
- No Man's Land Interracial Edition 7 (2004) : Allysin Chaynes, Ashley Blue, Ayana Angel, Flick Shagwell, Jada Fire, Jessica Darlin, Julie Night, Kaylynn, Kianna Dior, Lauren Phoenix, Mocha, Monique, Sabrine Maui
- No Man's Land Interracial Edition 8 (2005) : Angel Eyes, Angela Stone, Avy Lee Roth, Ayana Angel, Carmen Hayes, Cherokee, Jada Fire, Katja Kassin, Keeani Lei, Melissa Lauren, Olivia Winters, Tiffany Mynx
- No Man's Land Interracial Edition 9 (2006) : Alektra Blue, Annie Cruz, Audrey Bitoni, Daisy, Havana Ginger, Lacey Duvalle, Nautica Thorn, Nyomi Banxxx, Poppy Morgan, Riley Evans, Sativa Rose, Stephanie Swift, Victoria Sweet
- No Man's Land Interracial Edition 10 (2007) : Alexis Silver, Austin Kincaid, Cassidy Clay, Kapri Styles, Kina Kai, Lela Star, Mikayla Mendez, Paola Rey, Penny Flame, Reena Sky, Sammie Rhodes, Stacey Cash, Vanessa Monet
- No Man's Land Interracial Edition 11 (2006) : Daisy Marie, Erika Vuitton, Eva Angelina, Gina Lynn, Jada Fire, Lana Croft, Marie Luv, Megan Monroe, Priva, Ruby Knox, Sammie Rhodes, Sindee Jennings, Tori Black

- No Man's Land Latin Edition 1 (2000) : Adriana Sage, Brittany Blue, Charlene Aspen, Charlie, Keisha, Lola, Luna Rio, Misty Mendez, Paige Sinclair
- No Man's Land Latin Edition 2 (2001) : Alyiah, Ann Marie Rios, Catalina, Crystal Knight, Justine Romee, Kaylynn, Lola, Starla Fox, Victoria Style, Victoria Woods
- No Man's Land Latin Edition 3 (2003) : Daisy Marie, Honney Bunny, Ice La Fox, McKayla, Olivia O'Lovely, Papillon, Ramona Luv, Simone, Dee
- No Man's Land Latin Edition 4 (2004) : Ava Ramon, Avy Lee Roth, Cole Conners, Domino, Ice La Fox, Jennifer Luv, Lena Juliett, Lola, Mary Jane, Olivia O'Lovely, Ramona Luv
- No Man's Land Latin Edition 5 (2004) : Avy Lee Roth, Dillan Lauren, Jasmine Byrne, Jenaveve Jolie, Marlena, Megan Martinez, Havana Ginger, Sativa Rose, Valerie
- No Man's Land Latin Edition 6 (2005) : August Night, Dulce, Estella Leon, Eva Angelina, Kat, Alysa Knight, Makayla Cox, Megan Martinez, Valerie Herrera, Victoria Sweet, Yazmene Milan
- No Man's Land Latin Edition 7 (2006) : Alexis Silver, Allie Ray, Ashley Marie, Carmen Pena, Daisy Marie, Havana Ginger, Isis Love, Jasmine Byrne, Marquetta Jewel, Monica Breeze, Victoria Lan
- No Man's Land Latin Edition 8 (2006) : Alexis Amore, Cassandra Cruz, Celina Cross, Eva Lopez, Franchezca Valentina, Giana Dreams, Jenaveve Jolie, Olivia O'Lovely, Valerie Vasquez, Victoria Sweet
- No Man's Land Latin Edition 9 (2007) : Alexis Love, Carmel Moore, Daisy Marie, Elena Heiress, Elena Rivera, Kira Kroft, Lorena Sanchez, Michelle Avanti, Paola Rey, Renae Cruz, Sandra Romain

- No Man's Land Asian Edition 1 (2000) : Layla, Charmane Star, Maya Sato, Miko Lee, Risa Yamaguchi, Tina Toy
- No Man's Land Asian Edition 2 (2001) : Bamboo, Ming Lee, Jade Marcela, Kianna Dior, Mika Tan, Sabrine Maui, Syren
- No Man's Land Asian Edition 3 (2001) : Bamboo, Cheryl Dynasty, Envy Mi, Fujiko Kano, Jade Marcela, Kianna Dior, Mia Smiles, Kitty Yung
- No Man's Land Asian Edition 4 (2002) : Fujiko Kano, Jade, Kimmy Kahn, Loni, Lyla Lei
- No Man's Land Asian Edition 5 (2004) : Kylie Rey, Lacey Tom, Leandra Lee, Loni, Lucy Thai, Nautica Thorn, Nyomi Marcela
- No Man's Land Asian Edition 6 (2008) : Ange Venus, Jandi Lin, Kina Kai, Kitty, Lana Croft, Lie Lani
- No Man's Land Asian Edition 7 (2008) : Jandi Lin, Bella Ling, Kyanna Lee, Annie Cruz, Destiny, Lana Croft

- No Man's Land European Edition 1 (2001) : Angel, Henriett, Julie, Katalin Király, Kathy, Princess, Sandra Shine, Ursula
- No Man's Land European Edition 2 (2001) : Celia, Black Widow, Henriett, Megan Cole, Rica, Ursula
- No Man's Land European Edition 3 (2001) : Carolyn, Dori, Erika Fire, Reba, Rene, Sophie Moone, Vicky Sweet
- No Man's Land European Edition 4 (2001) : Andrea, Elena Nikulina, Fredericka Lex, Kathy Anderson, Luisa DeMarco, Janavi, Natasha, Nicky Reed, Nikol, Pani Jagarova, Sandra Russo, Sara, Sarah, Venuss, Veronika Vanoza
- No Man's Land European Edition 5 (2002) : Betty, Carolyn, Erika Fire, Lilou, Liza, Lydia, Margaret, Minci, Neola, Reba
- No Man's Land European Edition 6 (2002) : Alexa Weix, Cathy, Cecilia, Cindy, Claudia Ferrari, Christina Bella, Gaby, Jennifer Reed, Linda, Lynn Stone, Margaret, Sandra, Sophie Moone, Sophie Angel
- No Man's Land European Edition 7 (2002) : Ada, Alexa May, Ally, Cleare, Deirdre, Denisa, Isis, Kyra Cat, Liza, Melina, Sylvia Laurent

- No Man's Land: Legends (2002) : Amber Lynn, Asia Carrera, Bionca, Christi Lake, Jeanna Fine, Jeannie Pepper, Kim Chambers, Nina Hartley, Porsche Lynn, Sharon Kane, Teri Weigel
- No Man's Land Director's Choice (2003) : Ashley Blue, Brandy, Catalina, Charlie Laine, Holly Hollywood, Justine Joli, Kaylynn, Kimmy Kahn, Loni, Michele Raven, Nyomi Marcela, Ramona Luv, Scarlet Haze, Sophia, Taylor St. Claire

- No Man's Land Girlbang (2007) : Alana Evans, Audrey Bitoni, Avy Lee Roth, Candy Manson, Codi Milo, Devinn Lane, Elena Rivera, Eva Angelina, Jenna Haze, Joanna Angel, Kimberly Kole, Kylee King, Lisa Daniels, Lorena Sanchez, Lyla Lei, Nakita Kash, Roxy DeVille, Sammie Rhodes, Sunny Lane, Veronica Rayne, Victoria Valentino

- No Man's Land: Coffee & Cream 1 (2007) : Alexandra Silk, Cassidey, Ayana Angel, Bronze, Cashmere, Charlese LaMour, Charlie Angel, Chelsea Sinclaire, Cheyenne Silver, Crystal Knight, Dee, Diana DeVoe, Goldie McHawn, Jada Fire, Kaylynn, Kenya, Lauren Phoenix, Meagan Riley, Mocha, Silvia Saint, Tiffany Mynx, Tye, Zana
- No Man's Land: Coffee & Cream 2 (2008) : Ashley Jordan, Asia Carrera, Avy Lee Roth, Carmen Hayes, Chandler, Crystal Knight, Felecia, Jada Fire, Katja Kassin, Nyomi Banxxx, Poppy Morgan, Shaena Steele, Tiffany Mason

- No Man's Land: MILF Edition 1 (2007) : Jacy Andrews, Phyllisha Anne, Riley Chase, Deauxma, Devon Lee, Jessica Lynn, Gina Rodriguez, Krystal Summers
- No Man's Land: MILF Edition 2 (2007) : Anastasia Pierce, Bridgette Lee, Holly Halston, Kayla Quinn, Max Mikita, Michelle Avanti, Michelle Lay, Savanna Jane, Shannon Kelly
- No Man's Land: MILF Edition 3 (2009) : Brittany O'Connell, Debi Diamond, Devon Lee, Francesca Le, Ginger Lynn, Julia Ann, Kylie Ireland, Lisa Ann, Nikita Von James, RayVeness
- No Man's Land: MILF Edition 4 (2010) : A.J. Bailey, Angie Savage, Crissy Moran (en), Faith Leon, Lisa Daniels, Mikayla Mendez, Puma Swede, Samantha Ryan, Tiffany Brookes

- No Man's Land: Girls in Love 1 (2008 - 195 min) : Audrey Bitoni, Daisy, Lisa Daniels, Anita Dark, Riley Evans, Nina Ferrari, Nikki Hunter, Veronica Jett, Bridgette Kerkove, Alyssa Knight, Eve Lawrence, Gianna Lynn, Kelle Marie, Mikayla, Katie Morgan, Alicia Rhodes, Sammie Rhodes, Tawny Roberts, Sativa Rose, Sandra Shine, Vic Sinister, Brittney Skye, Nautica Thorn, Zana
- No Man's Land: Girls in Love 2 (2009 - 171 min) : Brea Bennett, Codi Milo, Sammie Rhodes, Daisy Marie, Chrissy Cums, Genesis Skye, Holly Foxxx, Brandi May, Lorena Sanchez, Elena Rivera, Courtney Simpson, Tiffany Taylor, Sativa Rose, Goldie Coxx, Marlie Moore, Jayme Langford
- No Man's Land: Girls in Love 3 (2009 - 167 min) : Ashley Steel, Naudia Nyce, Adrenalynn, Samantha Ryan, Celina Cross, Courtney Simpson, Devinn Lane, Gia Jordan, Jessica Lynn, Juliette Carelton, Kaylynn, Keri Windsor, Olivia Saint, Samantha, Savannah James, Skye Blue, Summer Cummings.
- No Man's Land: Girls in Love 4 (2010 - 145 min) : Jana Cova, Carli Banks, Alektra Blue, Bella Ling, Candy Manson, Carmel Moore, Codi Milo, Georgia Jones, Holly Morgan, Jana Jordan, Jessica Lynn, Kimberly Kole, Lana Croft, Lexxi Tyler, Monica Breeze, Paola Rey, Roxy DeVille, Tori Lane
- No Man's Land: Girls in Love 5 (2010 - 191 min) : Audrey Bitoni & Hillary Scott, Daisy Marie & Sammie Rhodes, Francesca Valentina & Cassandra Cruz, Lexxi Tyler & Candy Manson, Mackenzie Miles & Tiffany Sweet, Malibu & Emilianna & Fallon Sommers, Eva Angelina & Ryder Skye & Sammie Rhodes, Valerie Jackson, Bailey Brooks

## Récompenses
- 2002 : XRCO Award – Best girl-girl scene – pour Jewel De'Nyle et Inari Vachs dans la scène 3 de No Man's Land 33[2]
- 2004 AVN Award – Best All-Girl Series – No Man's Land[1]